# José Néstor Pékerman
José Néstor Pékerman Krimen (Villa Domínguez, Entre Ríos, 3 de septiembre de 1949) es un exfutbolista y entrenador argentino. Jugaba como volante de contención.
Entre 1994 y 2001, dirigió a la Selección Argentina sub-20, con la cual ganaría tres ediciones de la Copa Mundial de la categoría. Dichas conquistas lo convirtieron en el entrenador más exitoso en la historia de los mundiales juveniles. Entre 2004 y 2006, se hizo cargo de la Selección Argentina Absoluta, y disputó el Mundial de Alemania 2006. Fue también entrenador del Deportivo Toluca y de los Tigres de la UANL, ambos de la Liga MX. Desde 2012 hasta 2018, fue el director técnico de la Selección Colombia, con la cual asistió a los mundiales de 2014 y 2018. Así mismo, entre finales de 2021 y 2023 dirigió la Selección de Venezuela.

## Primeros años
Con sólo tres meses de edad se instaló junto a sus padres en Puerto Ibicuy (Entre Ríos), lugar donde se crio y vivió su niñez, para así mudarse a Buenos Aires a los 12 años de edad.

## Futbolista

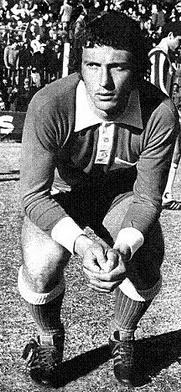
José Néstor Pekerman en Argentinos Juniors en 1973.

Como futbolista se desempeñaba en la posición de volante por el sector derecho. Con 20 años de edad debutó para Argentinos Juniors el 12 de julio de 1970, partido en el cual su club cayó derrotado por 4-0 ante San Lorenzo y su primer gol fue el 27 de junio de 1971 cuando su club ganó 3-1 contra el Platense. Pékerman llegó a jugar 134 partidos entre 1970 y 1974 en la Primera División de Argentina en los cuales convirtió 12 goles. Posteriormente fue transferido al Independiente Medellín donde convirtió 15 goles en 101 partidos. Debido a una lesión en la rodilla debió terminar su carrera de futbolista a los 28 años. José Néstor Pékerman forma parte de la historia de la Asociación Atlética Argentinos Juniors siendo considerado por el club una "Gloria del Semillero".

Durante 10 años fue el coordinador de las divisiones menores de Argentinos Juniors con gran éxito, por lo que llegó a las juveniles de Colo-Colo, juveniles de la selección argentina y luego a la mayor.
La pensión de futbolistas del club de La Paternal lleva su nombre.
Después de su retiro como futbolista durante algún período para poder sostener a su familia debió emplearse en varios trabajos, entre ellos el de taxista en Buenos Aires.

## Director técnico

### Inicios y Juveniles de la Argentina
Luego de adquirir experiencia en clubes como Argentinos Juniors, Club Atlético Estudiantes y Chacarita Juniors, cumpliendo el rol de segundo entrenador de Ricardo Trigilli, entrenador que lo hizo debutar como jugador, empezó su carrera dirigiendo las inferiores de Chacarita Juniors. Luego siguió como entrenador de las inferiores de Argentinos Juniors y de Colo-Colo en Chile. En 1994, a pesar de un currículum no muy destacado hasta ese momento, el proyecto de Pékerman ganó la convocatoria hecha por la AFA para dirigir la selección nacional juvenil de fútbol de Argentina. José Néstor Pékerman demostró su valía consiguiendo tres campeonatos mundiales de la categoría Sub-20 (1995, 1997 y 2001), dos campeonatos sudamericanos Sub-20 (Chile 1997 y Argentina 1999) y el Torneo Esperanzas de Toulon Sub-21 en 1998. En 2000 obtuvo el Premio Konex de Platino al mejor director técnico de la década, premio compartido con Carlos Bianchi.

### Participaciones en Mundiales Categoría Sub-17
| Mundial                               | Sede    | Resultado        |
| ------------------------------------- | ------- | ---------------- |
| Copa Mundial de Fútbol Sub-17 de 1995 | Ecuador | Tercer lugar     |
| Copa Mundial de Fútbol Sub-17 de 1997 | Egipto  | Cuartos de final |

### Participaciones en Mundiales Categoría Sub-20
| Mundial                                | Sede      | Resultado        |
| -------------------------------------- | --------- | ---------------- |
| Copa Mundial de Fútbol Juvenil de 1995 | Catar     | Campeón          |
| Copa Mundial de Fútbol Juvenil de 1997 | Malasia   | Campeón          |
| Copa Mundial de Fútbol Juvenil de 1999 | Nigeria   | Octavos de final |
| Copa Mundial de Fútbol Juvenil de 2001 | Argentina | Campeón          |

### Club Deportivo Leganés (España)
En el año 2003 José Pekerman tuvo un breve paso en el fútbol español, cuando el argentino Daniel Grinbank adquirió la mayoría del Club Deportivo Leganés perteneciente a la Segunda División de España, en esta ocasión Pékerman cumplía el cargo de director deportivo. A media temporada el dueño Daniel Grinbank deja al equipo y a su vez es inminente la salida del entrenador Carlos Aimar, José Pékerman se ofreció a dirigir al equipo pero la Real Federación Española de Fútbol no lo dejó debido a que por reglamento debía haber cumplido un mínimo de 3 años como entrenador profesional. El club descendió a Segunda B, arrastrando problemas económicos y una pérdida para Daniel Grinbank de aproximadamente 2,5 millones de euros.

### Selección Argentina

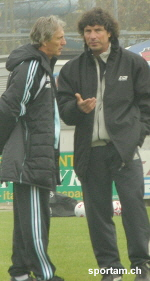
José Pekerman junto a Oscar Antonio Gissi.

En la Copa Mundial de Fútbol de 2002 Pékerman se desempeñó como Coordinador General de las Selecciones Argentinas y tras la renuncia de Marcelo Bielsa a la selección mayor en 2004 se le ofreció el puesto y lo aceptó después de haberlo rechazado en el año de 1998 tras la salida de Daniel Passarella. Su debut no pudo ser mejor, al ganarle al combinado uruguayo 4-2 en el Estadio Monumental Antonio Vespucio Liberti como parte de la eliminatoria mundialista.
En 2005, la selección, bajo su mando obtuvo  la clasificación a la Copa Mundial de Fútbol de 2006, y tiempo después logró el segundo puesto en la Copa FIFA Confederaciones 2005 tras perder la gran final contra el hasta ese entonces campeón del mundo Brasil. El 17 de agosto de 2005 hace debutar a Lionel Messi.
En la primera ronda del mundial el equipo de Pékerman se clasificó fácil y logró una goleada al vencer 6-0 a la Selección de fútbol de Serbia y Montenegro, para así pasar a octavos de final, donde le ganaron a México, pero el sueño argentino se detuvo en cuartos de final frente a la selección local (Alemania) en tanda de penales, quedando la Argentina en 5° lugar de la Copa Mundial. Luego de la eliminación anunció en una conferencia de prensa que dejaría su cargo como director técnico de la selección absoluta albiceleste: "Yo creo que esto se terminó, es el fin de un ciclo y no voy a continuar", fueron las tajantes palabras del entrenador.
Los jugadores de la Selección de fútbol de Argentina han destacado su gran capacidad como técnico. El presidente de la AFA, Julio Grondona le solicitó que reconsidere el abandonar su cargo como conductor del seleccionado, pero tras largas reuniones el técnico siguió con su postura y renunció definitiva y oficialmente al cargo de entrenador. Fue sucedido en el cargo por Alfio Basile.

#### Participaciones en Copas del Mundo
| Mundial                        | Sede     | Resultado        |
| ------------------------------ | -------- | ---------------- |
| Copa Mundial de Fútbol de 2006 | Alemania | Cuartos de final |

#### Participaciones en Copas Confederaciones
| Mundial                   | Sede     | Resultado  |
| ------------------------- | -------- | ---------- |
| Copa Confederaciones 2005 | Alemania | Subcampeón |

### Deportivo Toluca (México)
Entre el período 2007-2008 dirigió al Deportivo Toluca, en la Ciudad del mismo nombre que es la capital del Estado de México haciendo una gran labor en su primera campaña con el equipo mexicano (Apertura 2007) llegando a la liguilla como 2° lugar en la tabla general siendo eliminado en cuartos de final por el equipo de la UNAM con un arbitraje polémico en contra de su equipo, para el Torneo Clausura 2008 volvió a clasificar al equipo a la liguilla (5° lugar de la tabla general) volviendo a ser eliminados en cuartos de final con otro arbitraje muy polémico contra el Deportivo Toluca pero ahora a manos del Club San Luis.
José Néstor Pékerman llegó a los Diablos Rojos relevando en el cargo a su compatriota Américo Gallego, quien conquistó el Torneo Apertura 2005 en su primer campeonato al frente del equipo. El Club Toluca fue así el primer equipo profesional que dirigió José Néstor Pékerman en un cargo permanente, ya que anteriormente solo había dirigido interinamente a Argentinos Juniors por dos partidos por falta de entrenador.
A pesar del interés en retenerlo mostrado por la directiva, el miércoles 28 de mayo de 2008 se hace oficial la salida de José Pékerman, argumentando que una cuestión de tipo familiar le impedía continuar en México. En su lugar se contrató al mexicano José Manuel Chepo de la Torre.

### Tigres UANL (México)
Después de no haber trabajado durante 8 meses, a finales de febrero de 2009 emprendió un nuevo reto en su carrera profesional, ahora como entrenador de los Tigres de la UANL en la Primera División de México. El equipo estaba en serios problemas de descenso y su misión era salvarlo, lográndolo en la última jornada del torneo. A pesar de alcanzado el objetivo, su paso por los Tigres terminó el lunes 25 de mayo de 2009, después el club América le ofrece 10 mdd por dirigir al club pero decide que no. con una sola victoria durante los 10 partidos que dirigió. Fue sustituido en su cargo por el entrenador mexicano Daniel Guzmán.

### Selección Colombia
El jueves 5 de enero de 2012 llegó a la Selección Colombiana, confirmando su debut para el día 29 de febrero de 2012 frente a México, juego que terminó 2-0 a favor del conjunto cafetero.
Fue en Colombia donde se lesionó jugando para el Independiente Medellín, teniendo solo 8 años como jugador activo, lo que lo marginó como futbolista y, por consiguiente lo obligó a culminar con su carrera, además del nacimiento de una de sus hijas en Medellín, Colombia. Fue elegido como entrenador del año en Sudamérica según la encuesta del diario uruguayo El País, gracias a los destacados resultados de la selección colombiana en los años 2012, 2013 y 2014. El 3 de enero de 2013 la IFFHS lo ubicó como Octavo mejor Director Técnico del mundo en cuanto a selecciones nacionales.
El 11 de octubre de 2013, Colombia clasificó anticipadamente al mundial Brasil 2014, en su penúltimo partido de eliminatoria tras empatar con Chile en Barranquilla, los chilenos comenzaron ganando con un marcador de 3-0, pero de manera sorprendente y demostrando la capacidad técnica de Pékerman el conjunto "cafetero" empató 3-3 en el segundo tiempo y logrando así, después de 16 años, volver a una copa mundial. Como culminación de la eliminatoria sudamericana venció por marcador 2-1 al seleccionado Paraguayo, obteniendo con este, 30 puntos con +13, ubicándola en la segunda posición de las eliminatorias y consagrando su liderazgo como cabeza de serie en el sorteo del Mundial Brasil 2014. El 14 de noviembre de 2013 le gana a Bélgica por 2-0, que para muchos era el partido más atractivo de la fecha FIFA, ya que la selección europea era denominada la "selección revelación", se ganó con goles de Radamel Falcao y Víctor Ibarbo.
Gracias a la excelente campaña que gestionó Pékerman con la Selección Colombia, logrando la clasificación al Mundial de la FIFA Brasil 2014, el presidente Juan Manuel Santos le ofreció por entrevista radial la nacionalidad colombiana, "como un gesto de agradecimiento en nombre de los 47 millones de colombianos al término del partido contra Chile en Barranquilla y por los lazos que lo unen al país", sin embargo no fue aceptada.
En el Mundial de Brasil 2014, con Colombia, ganó los primeros cuatro partidos. Ante Grecia (3-0), Costa de Marfil (2-1) y Japón (4-1) en la primera fase y a Uruguay (2-0) en octavos. Con ello completó nueve partidos invicto en el campeonato mundial, teniendo en cuenta los encuentros disputados en 2006 con Argentina, con ello iguala el récord del italiano Vittorio Pozzo; y llevó a la Selección Colombia a cuartos de final en Brasil 2014 al ganarle a Uruguay 2-0 en el estadio Maracaná, logrando llevar por primera vez a a este país hasta cuartos de final de un Mundial. El sueño 'cafetero' terminó ante Brasil en esa instancia, que ganó (2-1) y puso fin a la participación de Colombia en la cita mundialista. El 19 de agosto de 2014 se ratificó a José Pékerman como Director Técnico de la Selección Colombia hasta el año 2018.
En la Copa América 2015, Colombia enfrentó a Argentina en Viña del Mar en cuartos de final, siendo eliminada en la tanda de penales por 5-4.
Luego en la Copa América Centenario 2016 el combinado colombiano sería eliminado en semifinales por Chile (futuro campeón del torneo) por 2-0. Finalmente Colombia quedó tercera tras vencer por un solitario gol a los Estados Unidos.
Tras una irregular y complicada eliminatoria, la selección de Pékerman y sus colaboradores en la penúltima fecha recibió en su último partido como local a Paraguay cayendo por 1-2, colocando en peligro la clasificación. Colombia sacó tres puntos de sus últimos cuatro partidos en las clasificatorias fruto de esa irregularidad. El 10 de octubre de 2017 Colombia se clasificó en la última fecha, cuarta con 27 puntos, para la Copa Mundial Rusia 2018 después de empatar como visitante 1-1 ante Perú. 
El 10 de noviembre de 2017 la selección de Pékerman visitó a Corea del Sur en Suwon cayendo por 2-1. El 14 de noviembre los cafeteros visitaron a la débil China, goleándola 0-4 con un tanto de Felipe Pardo, otro de Carlos Bacca y un doblete de Miguel Borja. El equipo tricolor tiene una fuerte liga local y cuenta con jugadores en las mejores ligas del mundo (tales como Italia, España, Inglaterra, Francia, Portugal, Alemania, Holanda y Brasil).
En el Mundial de Rusia 2018, Colombia empezó perdiendo 2-1 ante Japón, le ganó 3-0 a Polonia y cerró el grupo venciendo 1-0 a Senegal. En octavos de final, tras plantear un equipo defensivo con tres volantes de marca, Colombia empató 1-1 ante Inglaterra y fue eliminada en los penales por 4-3.
El 4 de septiembre de 2018 tras reunirse con los directivos de la Federación Colombiana de Fútbol, anunció el fin de su ciclo al frente de la Selección Colombia.

#### Participaciones en Copas del Mundo
| Mundial                        | Sede   | Resultado        |
| ------------------------------ | ------ | ---------------- |
| Copa Mundial de Fútbol de 2014 | Brasil | Cuartos de final |
| Copa Mundial de Fútbol de 2018 | Rusia  | Octavos de final |

#### Participaciones en Copa América
| Torneo                  | Sede           | Resultado        |
| ----------------------- | -------------- | ---------------- |
| Copa América 2015       | Chile          | Cuartos de final |
| Copa América Centenario | Estados Unidos | Tercer lugar     |

### Selección de Venezuela
El martes 30 de noviembre de 2021 firmó como nuevo seleccionador de Venezuela.
El viernes 28 de enero de 2022 debutó contra Bolivia en el Estadio la Carolina de Barinas, en la que Venezuela se impuso 4-1 ante la verde. Con Venezuela disputó diez partidos. Cuatro fueron por las Eliminatorias a Catar 2022, teniendo muy difícil la clasificación. Después de vencer a Bolivia vinieron tres derrotas: 1-4 con Uruguay, 0-3 ante Argentina y 0-1 contra Colombia.
Los seis encuentros restantes fueron amistosos. En junio de 2022, le ganó 1-0 a Malta y a Arabia Saudita. En septiembre cayó por el mismo resultado ante Islandia y después goleó 4-0 a Emiratos Árabes Unidos. En la última ventana de noviembre, empató 2-2 con Panamá y venció 2-1 a Siria.
El 7 de marzo de 2023 Pékerman renunció a su cargo por incumplimientos de parte de la Federación Venezolana de Fútbol. Así mismo, la FVF confirmó su salida y dio a entender que hubo falta de entrega y compromiso de parte del entrenador.

## Clubes y estadísticas

### Como jugador
| Club                   | País      | Año       | Partidos | Goles |
| ---------------------- | --------- | --------- | -------- | ----- |
| Argentinos Juniors     | Argentina | 1966-1974 | 134      | 12    |
| Independiente Medellín | Colombia  | 1974-1978 | 101      | 15    |

### Como asistente técnico
| Club               | País      | Año       |
| ------------------ | --------- | --------- |
| Estudiantes (BA)   | Argentina | 1979-1981 |
| Chacarita          | Argentina | 1981      |
| Argentinos Juniors | Argentina | 1982      |

### Director divisiones menores
| Club               | País      | Año       |
| ------------------ | --------- | --------- |
| Argentinos Juniors | Argentina | 1982-1992 |
| Colo Colo          | Chile     | 1992-1994 |
| Leganés            | España    | 2003-2004 |

### Estadísticas como entrenador

#### Clubes
| Toluca · México | 2007         | 19 | 10 | 5  | 4  | - | - | - | - | - | - | - | - | 19 | 10 | 5  | 4  | 61.4%  | 28 | 19 | +9  |
| Toluca · México | 2008         | 19 | 7  | 8  | 4  | - | - | - | - | - | - | - | - | 19 | 7  | 8  | 4  | 50.88% | 25 | 21 | +4  |
| Toluca · México | Total        | 38 | 17 | 13 | 8  | - | - | - | - | - | - | - | - | 38 | 17 | 13 | 8  | 56.14% | 53 | 40 | +13 |
| Tigres · México | 2009         | 10 | 1  | 5  | 4  | - | - | - | - | - | - | - | - | 10 | 1  | 5  | 4  | 26.67% | 8  | 13 | -5  |
| Tigres · México | Total        | 10 | 1  | 5  | 4  | - | - | - | - | - | - | - | - | 10 | 1  | 5  | 4  | 26.67% | 8  | 13 | -5  |
| Total clubes    | Total clubes | 48 | 18 | 18 | 12 | - | - | - | - | - | - | - | - | 48 | 18 | 18 | 12 | 50%    | 61 | 53 | +8  |

#### Selecciones
| Selección        | Período         | Copa  | Copa | Copa | Copa |       | Clasificatorias | Clasificatorias | Clasificatorias | Clasificatorias |    | Mundial | Mundial | Mundial | Mundial |    | Amistosos | Amistosos | Amistosos | Amistosos |    | Totales     | Totales | Totales | Totales | Totales | Totales | Totales | Totales |
| Selección        | Período         | Part. | G    | E    | P    | Part. | G               | E               | P               | Part.           | G  | E       | P       | Part.   | G       | E  | P         | Part.     | G         | E         | P  | Rendimiento | GF      | GC      | Dif.    |         |         |         |         |
| ---------------- | --------------- | ----- | ---- | ---- | ---- | ----- | --------------- | --------------- | --------------- | --------------- | -- | ------- | ------- | ------- | ------- | -- | --------- | --------- | --------- | --------- | -- | ----------- | ------- | ------- | ------- | ------- | ------- | ------- | ------- |
| Argentina Sub-17 | 1995            | 6     | 4    | 1    | 1    | -     | -               | -               | -               | 6               | 5  | 0       | 1       | -       | -       | -  | -         | 12        | 9         | 1         | 2  | 77.78%      | 14      | 8       | +16     |         |         |         |         |
| Argentina Sub-17 | 1997            | 7     | 4    | 1    | 2    | -     | -               | -               | -               | 4               | 2  | 1       | 1       | -       | -       | -  | -         | 11        | 6         | 2         | 3  | 60.61%      | 18      | 8       | +10     |         |         |         |         |
| Argentina Sub-17 | Total           | 13    | 8    | 2    | 3    | -     | -               | -               | -               | 10              | 7  | 1       | 2       | -       | -       | -  | -         | 23        | 15        | 3         | 5  | 69.57%      | 42      | 16      | +26     |         |         |         |         |
| Argentina Sub-20 | 1995            | 13    | 10   | 1    | 2    | -     | -               | -               | -               | 6               | 5  | 0       | 1       | -       | -       | -  | -         | 12        | 10        | 0         | 2  | 8333%       | 32      | 10      | +22     |         |         |         |         |
| Argentina Sub-20 | 1997            | 9     | 5    | 3    | 1    | -     | -               | -               | -               | 7               | 6  | 0       | 1       | -       | -       | -  | -         | 16        | 11        | 3         | 2  | 75%         | 33      | 14      | +19     |         |         |         |         |
| Argentina Sub-20 | 1999            | 9     | 8    | 0    | 1    | -     | -               | -               | -               | 4               | 1  | 1       | 2       | -       | -       | -  | -         | 13        | 9         | 1         | 3  | 71.79%      | 23      | 8       | +15     |         |         |         |         |
| Argentina Sub-20 | 2001            | 9     | 5    | 3    | 1    | -     | -               | -               | -               | 7               | 7  | 0       | 0       | -       | -       | -  | -         | 16        | 12        | 3         | 1  | 81.25%      | 40      | 10      | +30     |         |         |         |         |
| Argentina Sub-20 | Total           | 40    | 28   | 7    | 5    | -     | -               | -               | -               | 24              | 19 | 1       | 4       | -       | -       | -  | -         | 64        | 47        | 8         | 9  | 77.61%      | 128     | 42      | +86     |         |         |         |         |
| Argentina Sub-23 | 2000            | 7     | 3    | 1    | 3    | -     | -               | -               | -               | -               | -  | -       | -       | -       | -       | -  | -         | 7         | 3         | 1         | 3  | 47.62%      | 12      | 9       | +3      |         |         |         |         |
| Argentina Sub-23 | Total           | 7     | 3    | 1    | 3    | -     | -               | -               | -               | -               | -  | -       | -       | -       | -       | -  | -         | 7         | 3         | 1         | 3  | 47.62%      | 12      | 9       | +3      |         |         |         |         |
| Argentina        | 2005-06         | 5     | 2    | 2    | 1    | 11    | 7               | 1               | 3               | 5               | 3  | 2       | 0       | 7       | 3       | 2  | 2         | 28        | 15        | 7         | 6  | 61.9%       | 53      | 34      | +19     |         |         |         |         |
| Argentina        | Total           | 5     | 2    | 2    | 1    | 11    | 7               | 1               | 3               | 5               | 3  | 2       | 0       | 7       | 3       | 2  | 2         | 28        | 15        | 7         | 6  | 61.9%       | 53      | 34      | +19     |         |         |         |         |
| Colombia         | 2012-2015       | 4     | 1    | 2    | 1    | 13    | 8               | 2               | 3               | 5               | 4  | 0       | 1       | -       | -       | -  | -         | 22        | 13        | 4         | 5  | 65.15%      | 36      | 14      | +22     |         |         |         |         |
| Colombia         | 2016            | 6     | 3    | 1    | 2    | -     | -               | -               | -               | -               | -  | -       | -       | -       | -       | -  | -         | 6         | 3         | 1         | 2  | 55.56%      | 7       | 6       | +1      |         |         |         |         |
| Colombia         | 2017-2018       | -     | -    | -    | -    | 18    | 7               | 6               | 5               | 4               | 2  | 1       | 1       | -       | -       | -  | -         | 22        | 9         | 7         | 6  | 51.52%      | 27      | 22      | +5      |         |         |         |         |
| Colombia         | 2012-2018       | -     | -    | -    | -    | -     | -               | -               | -               | -               | -  | -       | -       | 28      | 16      | 8  | 4         | 28        | 16        | 8         | 4  | 66.66%      | 54      | 18      | +36     |         |         |         |         |
| Colombia         | Total           | 10    | 4    | 3    | 3    | 31    | 15              | 8               | 8               | 9               | 6  | 1       | 2       | 28      | 16      | 8  | 4         | 78        | 41        | 20        | 17 | 61.11%      | 124     | 60      | +64     |         |         |         |         |
| Venezuela        | 2022            | -     | -    | -    | -    | 4     | 1               | 0               | 3               | -               | -  | -       | -       | 6       | 4       | 1  | 1         | 10        | 5         | 1         | 4  | 53.33%      | 15      | 13      | +2      |         |         |         |         |
| Venezuela        | Total           | -     | -    | -    | -    | 4     | 1               | 0               | 3               | -               | -  | -       | -       | 6       | 4       | 1  | 1         | 10        | 5         | 1         | 4  | 53.33%      | 15      | 13      | +2      |         |         |         |         |
| Total selección  | Total selección | 75    | 45   | 15   | 15   | 46    | 23              | 9               | 14              | 48              | 35 | 5       | 8       | 41      | 23      | 11 | 7         | 210       | 126       | 40        | 44 | 66.35%      | 435     | 227     | +208    |         |         |         |         |
| 1.               |                 |       |      |      |      |       |                 |                 |                 |                 |    |         |         |         |         |    |           |           |           |           |    |             |         |         |         |         |         |         |         |

#### Resumen estadístico
| Competición                     | Part. | G   | E  | P  | GF  | GC  | Dif. | Rendimiento |
| ------------------------------- | ----- | --- | -- | -- | --- | --- | ---- | ----------- |
| Primera División de México      | 48    | 18  | 18 | 12 | 61  | 53  | +8   | 50%         |
| Campeonato Sudamericano Sub-17  | 13    | 8   | 2  | 3  | 27  | 10  | +17  | 66.67%      |
| Campeonato Sudamericano Sub-20  | 34    | 23  | 7  | 4  | 62  | 19  | +43  | 74.51%      |
| Preolímpico Sudamericano Sub-23 | 7     | 3   | 1  | 3  | 12  | 9   | +3   | 47.62%      |
| Juegos Panamericanos            | 6     | 5   | 0  | 1  | 10  | 4   | +6   | 83.33%      |
| Copa América                    | 10    | 4   | 3  | 3  | 8   | 7   | +1   | 50%         |
| Copa Confederaciones            | 5     | 2   | 2  | 1  | 10  | 10  | +0   | 53.33%      |
| Eliminatoria Conmebol           | 46    | 23  | 9  | 14 | 67  | 48  | +19  | 56.52%      |
| Copa Mundial de Fútbol Sub-17   | 10    | 7   | 1  | 2  | 15  | 6   | +9   | 73.33%      |
| Copa Mundial de Fútbol Sub-20   | 24    | 19  | 1  | 4  | 56  | 19  | +37  | 80.56%      |
| Copa Mundial de Fútbol          | 14    | 9   | 3  | 2  | 29  | 10  | +19  | 71.43%      |
| Amistosos                       | 41    | 23  | 11 | 7  | 78  | 32  | +46  | 65.04%      |
| Total                           | 258   | 144 | 58 | 56 | 435 | 227 | +208 | 63.3%       |

## Palmarés

### Como entrenador
| Título                      | Equipo              | Sede      | Año  |
| --------------------------- | ------------------- | --------- | ---- |
| Juegos Panamericanos        | Selección Argentina | Argentina | 1995 |
| Copa Mundial Sub-20         | Selección Argentina | Catar     | 1995 |
| Sudamericano Sub-20         | Selección Argentina | Chile     | 1997 |
| Copa Mundial Sub-20         | Selección Argentina | Malasia   | 1997 |
| Torneo Esperanzas de Toulon | Selección Argentina | Francia   | 1998 |
| Sudamericano Sub-20         | Selección Argentina | Argentina | 1999 |
| Copa Mundial Sub-20         | Selección Argentina | Argentina | 2001 |

## Vida personal
Sus hijas nacieron en la ciudad de Medellín, Colombia, cuando él era jugador del Deportivo Independiente Medellín.
Los abuelos de Pékerman eran una familia judía, quienes emigraron de Ucrania y se establecieron en las colonias agrícolas de la Provincia de Entre Ríos en Argentina.
En 2018, Pékerman fue condecorado por el expresidente de la República de Colombia, Juan Manuel Santos, con la distinción de la Cruz de Boyacá.
Rechazó en dos oportunidades la nacionalidad colombiana, que le fue ofrecida por los presidentes Juan Manuel Santos e Iván Duque, afirmando que no quería que eso se viera como algo demagógico.